# Acamptocladius dentolatens
Acamptocladius dentolatens är en tvåvingeart som först beskrevs av Ole Anton Saether 1971.  Acamptocladius dentolatens ingår i släktet Acamptocladius och familjen fjädermyggor.
Artens utbredningsområde är Ontario. Inga underarter finns listade i Catalogue of Life.